# 掌院學士
掌院學士為清朝正式官制之一，品位乃從二品。地位等同於六部尚書或更高，為學術最高官職。
掌院之「院」意指翰林院，至於掌院學士正是該儲備人才機構之主官。而掌院學士之下尚設有侍讀、侍講學士、修撰、編修、檢討等。另外，尚有典簿等輔佐之官制。
清末又改禮部為典禮院，主官為掌院大學士，副職為副掌院學士。
歷代掌院學士：范文程、陳名夏、徐乾學、張廷玉、翁同龢、文廷式。